# Macrodactylus nitididorsis
Macrodactylus nitididorsis är en skalbaggsart som beskrevs av Frey 1976. Macrodactylus nitididorsis ingår i släktet Macrodactylus och familjen Melolonthidae. Inga underarter finns listade i Catalogue of Life.